# Koczy Zamek (kamieniołom)
Koczy Zamek, lub Koci Zamek – nieczynny kamieniołom piaskowca pod szczytem Koczego Zamku (Kociego Zamku), wzniesienia, które według aktualnej regionalizacji fizycznogeograficznej Polski znajduje się na Międzygórzu Jabłonkowsko-Koniakowskim, dawniej zaliczane było do Beskidu Śląskiego.
Kamieniołom ma wysoką i dość litą ścianę i dawniej był obiektem wspinaczki skalnej. Na jego głównej ścianie poprowadzono 3 drogi wspinaczkowe, bardzo oszczędnie ubezpieczone ringami, na dwóch asekuracja jest niewystarczająca, tylko środkowa droga ma asekurację w stopniu minimalnym wystarczającą. Jest też kilka ringów na bocznej ścianie. Szczegóły dróg nie są znane. Kamieniołom znajduje się na terenie prywatnym, od 2022 r. ogrodzonym, z zakazem wstępu.

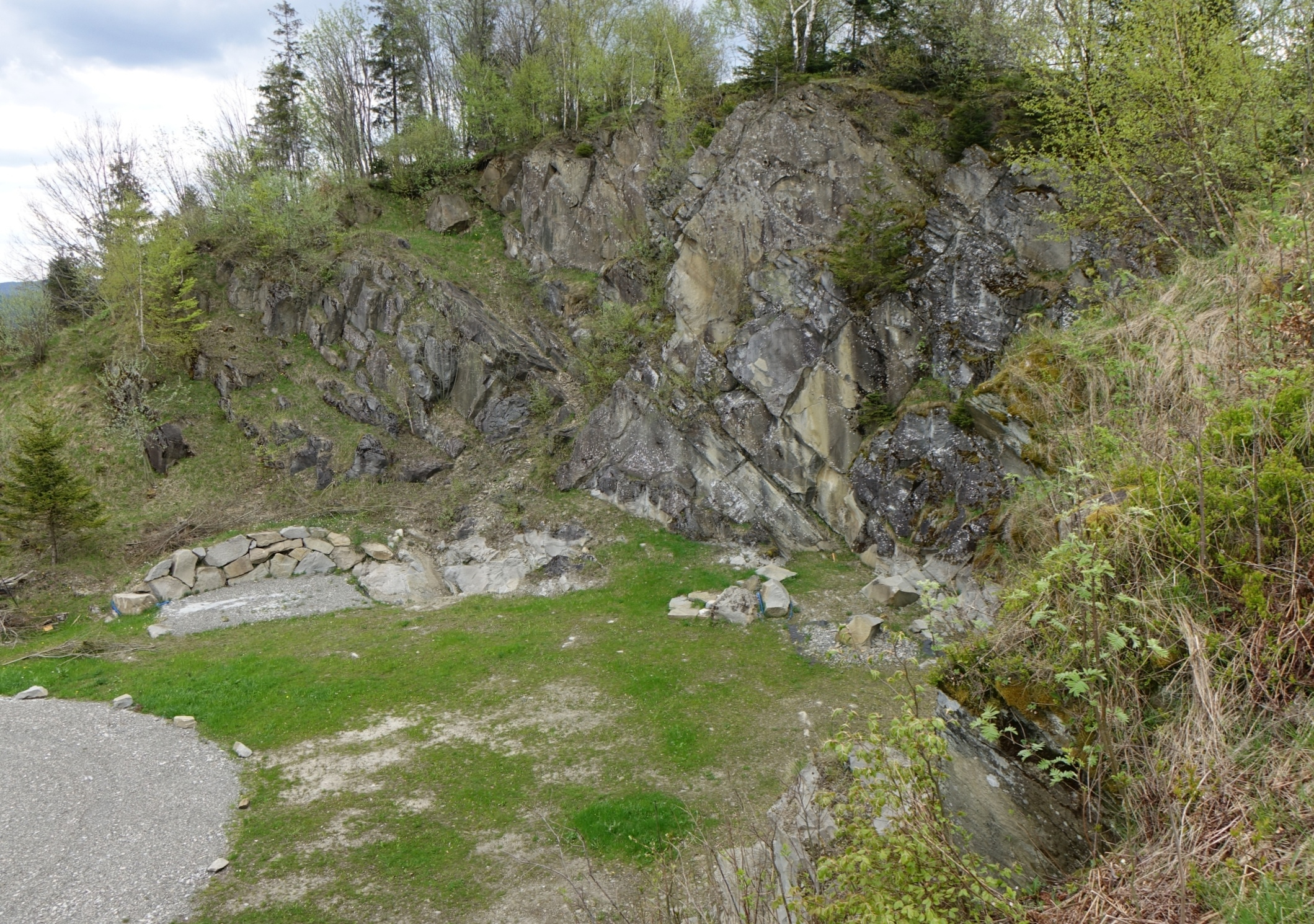
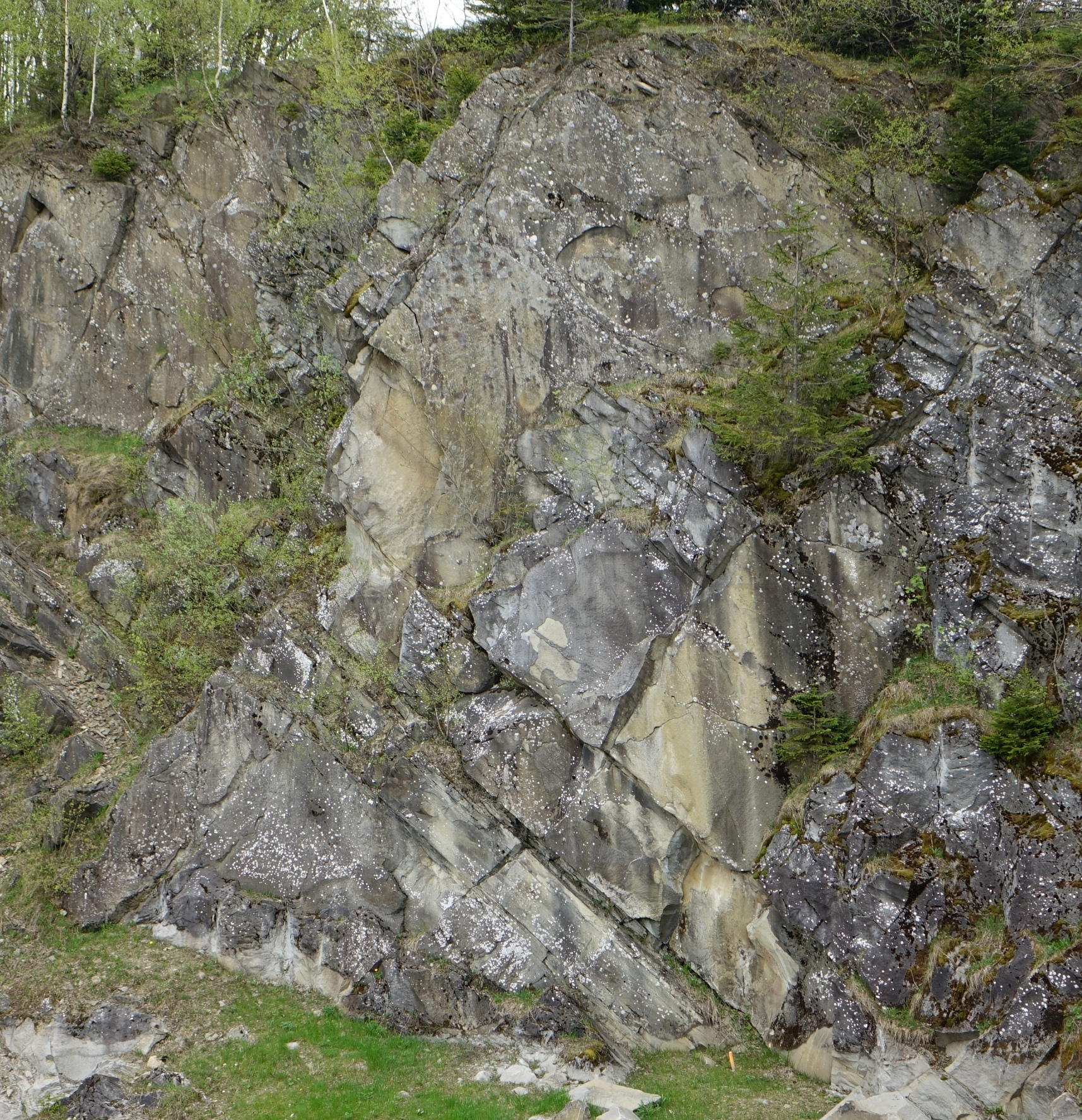
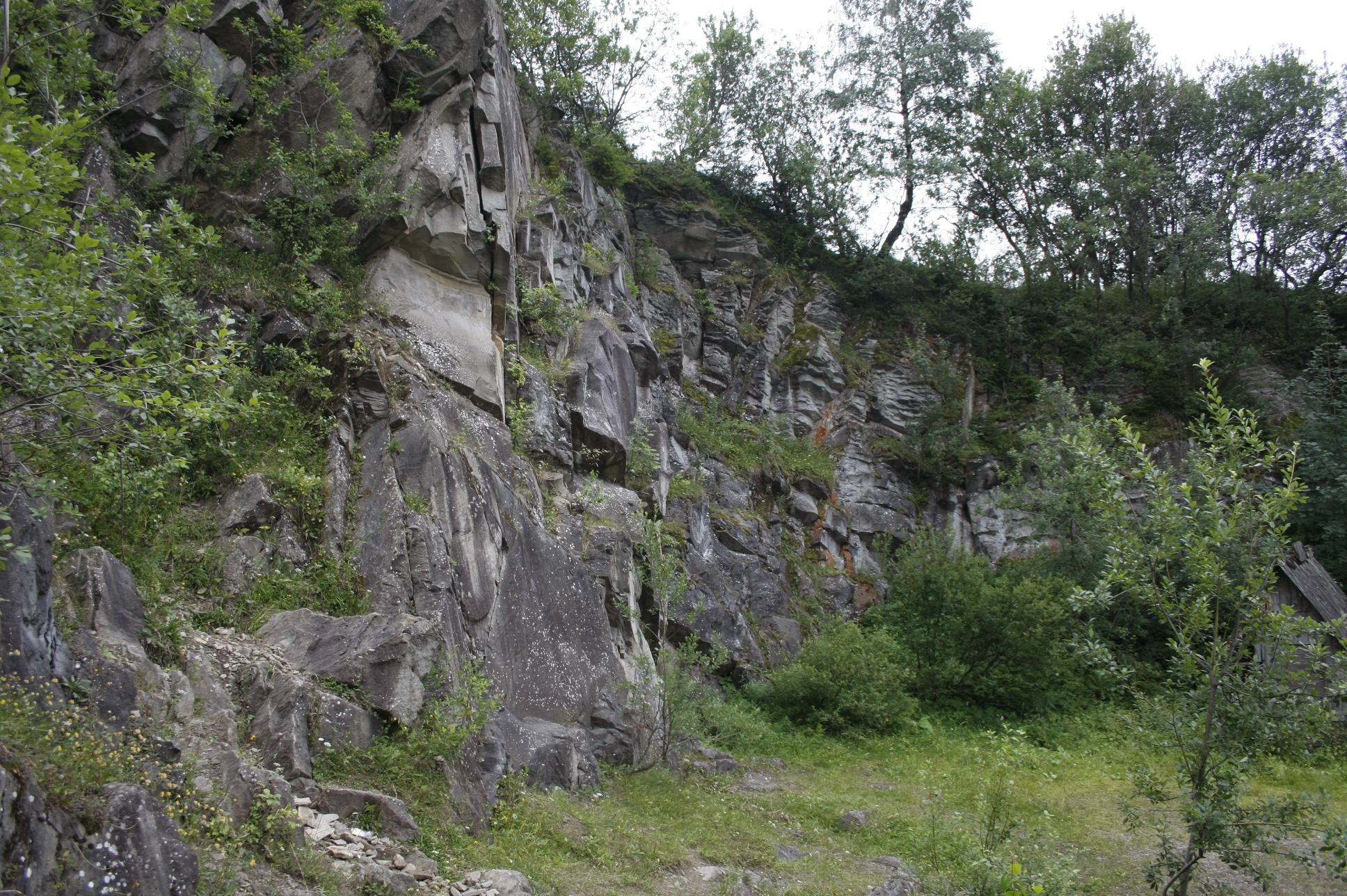